# Jafaar Numeiri

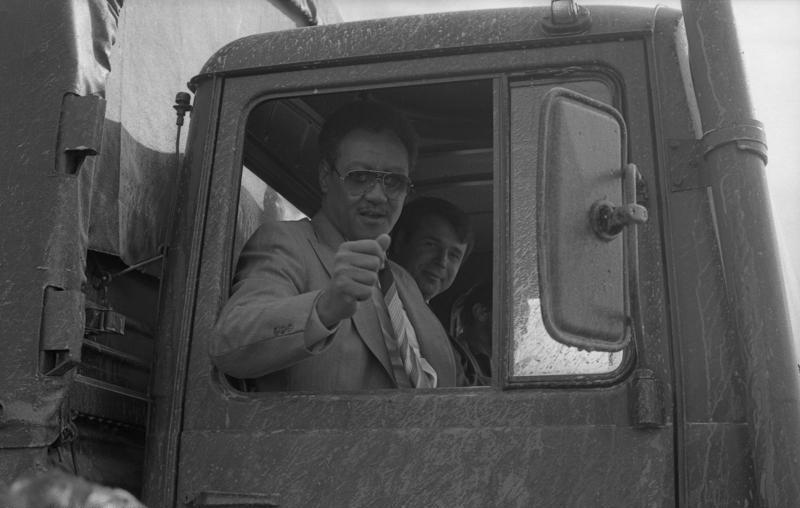
Jafaar Numeiri

Jafaar Mohammed al-Numeiri (Arabisch: جعفر محمد النميري, Ǧaʿfar Muḥammad an-Numayrī) (Omdurman, 1 januari 1930 - Khartoem, 30 mei 2009) was een Soedanees militair en politicus. Van 1969 tot 1985 was hij president van Soedan.

## Levensloop
Hij studeerde aan de Militaire Academie van Khartoem en daarna in de  Verenigde Staten. In 1966 werd hij generaal-majoor. Op 25 mei 1969 leidde hij samen met andere officieren een staatsgreep zonder bloedvergieten. Deze werd gesteund door linkse politici en de vroegere opperrechter Abu Bakr Awadallah. President Ismail al-Azhari werd afgezet en voorname politici werden gearresteerd. Numeiri werd voorzitter van de Revolutionaire Commandoraad en op 28 oktober 1969 ook premier. Hij voerde daarna een buitenlandse politiek die gericht was op de Sovjet-Unie en de Oostblok-landen, maar ook op de Arabische staten Libië en Egypte, waarmee hij een landenfederatie wilde vormen (Arabische Unie). 
In juli 1971 trachtten communistische sympathisanten binnen de Revolutionaire Commandoraad via een staatsgreep Numeiri ten val te brengen. Hij zat gedurende twee dagen gevangen, wist te ontsnappen en leidde daarna een leger de hoofdstad Khartoem binnen dat de rebellen versloeg. Sindsdien voerde hij een anticommunistisch beleid. De buitenlandse politiek werd herzien en er werden nauwe contacten aangehaald met de Verenigde Staten en West-Europese staten. Hierdoor raakte Soedan economisch en militair afhankelijk van de VS en Europa (EEG).
Op 2 januari 1972 richtte Numeiri de Soedanese Socialistische Unie (SSU) op, die in 1973 de enige partij werd. In 1973 verkreeg Soedan een nieuwe grondwet en werd Numeiri president. Hij voerde een pro-islamitische politiek en nam Sadiq al-Mahdi van de mahdisten en de UMMA Partij en Hassan al-Turabi op in het politbureau van de SSU. 
Reeds in 1972 wist Numeiri een akkoord te sluiten met de Zuid-Soedanese bevrijdingsbeweging (SPLM), waarna Zuid-Soedan autonomie verkreeg. Hij steunde president Anwar Sadat van Egypte onvoorwaardelijk in diens vredesplannen met Israël en knoopte daarna betrekkingen aan met dat laatste land.
In 1983 voerde Numeiri de islamitische wet (sharia) in en nam hij de titel imam aan. De onrusten die in 1984 onder de bevolking ontstonden leidden in 1985 tot een staatsgreep die Numeiri (die op bezoek was in de VS) ten val bracht. Na een aantal jaren in ballingschap te hebben gewoond in Caïro (Egypte), keerde hij in 1999 terug naar Soedan.